# Дирикс, Хенри
Хе́нри Ди́рикс (нидерл. Henri Diricx; 7 июля 1927, Дюффел, Антверпен — 26 июня 2018, Жет или Дюффел, Фламандский регион) — бельгийский футболист, играл на позиции защитника; участник чемпионата мира 1954 года.

## Биография

### Клубная карьера
Дирикс в течение 18 сезонов играл за «Юнион», за который сыграл 314 матчей и забил 24 гола. Он был одним из ключевых игроков этой команды, с которой в 1956 году занял третье место в чемпионате Бельгии. В составе «Юниона» Дирикс принимал участие в Кубке ярмарок сезона 1958/60, в котором «Юнион» дошёл до 1/2 финала, обыграв по сумме двух матчей итальянскую «Рому».
В 1962 году покинул «Юнион» и в последующие годы играл за команды из низших лиг «Расинг» (1962—1967) и «Иксель» (1967—1969), в котором завершил карьеру в возрасте 41 года.

### Карьера в сборной
В составе сборной Бельгии принимал участие на чемпионате мира 1954 года, но на турнире был запасным, так и не сыграв ни в одном из матчей. Всего за сборную Бельгии сыграл 30 матчей, в которых забил один гол.

### Смерть
Скончался 26 июня 2018 года в Жете в возрасте 90 лет.